# Prêmio Levi L. Conant
O Prêmio Levi L. Conant é um prêmio de matemática da American Mathematical Society, concedido desde 2000, por artigos científicos de impacto esclarecedor publicados nos periódicos Notices of the American Mathematical Society e Bulletin of the American Mathematical Society. Dotado financeiramente com US$ 1000, é concedido anualmente.
Sua denominação homenageia Levi Leonard Conant (1857-1916), professor do Worcester Polytechnic Institute, conhecido como autor do livro matemático-antropológico "The number concept" (1896). Legou à AMS 10 mil dólares, a qual utilizou este recurso para instituir o prêmio em questão.

## Laureados
- 2001 Carl Pomerance: A Tale of Two Sieves, Notices of the AMS, V. 43, Nr. 12, 1996, 1473-1485
- 2002 Elliott Lieb e Jakob Yngvason: A Guide to Entropy and the Second Law of Thermodynamics, Notices of the AMS, V. 45, 1998, Nr. 5, 571-581
- 2003 Nicholas Katz e Peter Sarnak: Zeroes of zeta functions and symmetry, Bulletin of the AMS, V. 36, 1999, 1–26
- 2004 Noam Elkies: Lattices, Linear Codes, and Invariants, Notices of the AMS, V. 47, 2000, parte 1, Nr. 10, 1238–45; parte 2 Nr. 11, 1382–91
- 2005 Allen Knutson e Terence Tao: Honeycombs and Sums of Hermitian Matrices, Notices of the AMS, V. 48, 2001, 175-186
- 2006 Ronald Solomon: A Brief History of the Classification of the Finite Simple Groups, Bulletin of the AMS, V. 38, 2001, Nr. 3, 315–352
- 2007 Jeffrey Weeks: The Poincare Dodecahedral Space and the Mystery of the Missing Fluctuations, Notices of the AMS, V. 51, 2004, Nr. 6, 610-619
- 2008 Brian Conrey: The Riemann Hypothesis, Notices of the AMS, V. 50, 2003, Nr. 3, 341-353; e Shlomo Hoory, Nati Linial, Avi Wigderson: Expander graphs and their applications, Bulletin of the AMS, V. 43, 2006, Nr. 4, 439-561
- 2009 John Willard Morgan: Recent Progress on the Poincaré Conjecture and the Classification of 3-Manifolds, Bulletin of the AMS, V. 42, 2005, 57-78
- 2010 Bryna Kra: The Green-Tao Theorem on arithmetic progressions in the primes: an ergodic point of view, Bulletin AMS, V. 43, 2006, 3-23
- 2011: David Vogan for The Character Table for E8, Notices of the AMS, Vol. 54, 2007, pg. 1122–1134
- 2012: Persi Diaconis for The Markov chain Monte Carlo revolution, Bulletin AMS, Vol. 46, 2009, pg. 179–205
- 2013: John Carlos Baez e John Huerta, for «The algebra of grand unified theories». Bull. Amer. Math. Soc. 47 (3): 483–552. 2010. doi:10.1090/S0273-0979-10-01294-2
- 2014: Alex Kontorovich for From Apollonius to Zaremba: Local-global phenomena in thin orbits, Bulletin AMS, Vol. 50, 2013, pg. 187-228
- 2015: Jeffrey Lagarias e Zong Chuanming for Mysteries in Packing Regular Tetrahedra, Notices of the AMS, Volume 59, No. 11, (2012), 1540-1549.
- 2016: Daniel Rothman for Earth's Carbon Cycle: A Mathematical Perspective, Bulletin of the AMS, vol 52, 2015, p 86-102
- 2017: David Harold Bailey, Jonathan Borwein, Andrew Mattingly e Glenn Wightwick for The Computation of Previously Inaccessible Digits of π2 and Catalan's Constant, Notices of the AMS, August 2013
- 2018: Henry Cohn for A Conceptual Breakthrough in Sphere Packing, Notices of the AMS, fevereiro de 2017
- 2019: Alex Wright for "From rational billiards to dynamics on moduli spaces", Bulletin of the AMS, Vol. 53, 2016, pp. 41-56.[1]
- 2020: Amie Wilkinson: "What are Lyapunov exponents, and why are they interesting?"
- 2021: Dan Margalit;  "The Mathematics of Joan Birman"
- 2022: Andrej Bauer: "Five Stage of Accepting Constructive Mathematics"